# Kühlungsborn
Kühlungsborn (tysk udtale: |kyːlʊŋsˈbɔɐ̯n) er en badeby med omkring 8.000 indbyggere, i Landkreis Rostock i Mecklenburg-Vorpommern, Tyskland. Den ligger ved Mecklenburg Bugt, på Østersøens kyst 11 km nordvest for Bad Doberan, og 25 km nordvest for Rostock. Ostseebad Kühlungsborn er det største bade- og rekreative feriested i Mecklenburg, og fik 15. februar 1996 betegnelsen „Seebad“ af delstatsregeringen.
Kühlungsborn var en af de første badebyer, der blev grundlagt i Tyskland, og dateres tilbage til 1860'erne. Mens cyklen er en populær måde at transportere på, er Badebanen Molli (de) en historisk turistattraktion, der også giver mulighed for at udforske området. Om sommeren lejer mange mennesker en af de traditionelle strandkurv på stranden, en overdækket stol, der beskytter en mod vind og sol.

## Geografi
Syd for Kühlungsborn rejser sig højderyggen af Kühlung - en randmoræne, som den sidste istid efterlod i Mecklenburg for godt 15.000 år siden. Fra det meget synlige Buk fyrtårn på Signalberg i nabobyen Bastorf, er vid udsigt over Østersøen og kysten.
Med en længde på 3.150 m har Kühlungsborn en af de længste strandpromenader i Tyskland; den ender i den vestlige udkant af byen i Kühlungsborn-Vest, den tidligere Arendsee, ved Baltic-Platz. Den brede sandstrand i badebyen, som ligger foran en kystklit befæstet med hjælme, og promenaden strækker sig over en afstand på omkring seks kilometer langs Østersøkysten. Mellem stranden og det bebyggede byområde er der en stribe skov, der beskytter Kühlungsborn mod vind og vejr, men også mod sandet, der blæser fra kysten. Træerne og buskene i skovstriben hører til den cirka 1.500 hektar store Kühlungsborn Byskov, som omgiver byen i en ring.

## Galleri
- Ved Kühlungsborn marina
- Strandpromenaden
- Damplolomotiv på Badebanen Molli (de)